# Reflections (Care Enough)
A Reflections (Care Enough) Mariah Carey amerikai popénekesnő negyedik kislemeze tizedik, Glitter című albumáról. A dal a Glitter című film betétdala; a Carey által alakított Billie Frank első száma, az anyjáról énekli, aki elhagyta gyerekkorában.

## Fogadtatása
A Glitter album már a Virgin Recordsnál jelent ugyan meg, de a nemzetközi terjesztést – szerződésben foglalt okok miatt – még Carey előző lemezkiadója, a Sony  végezte, és ők Japánban megjelentették a dalt kislemezen, 2001 végén. A dal bekerült a Top 20-ba a japán slágerlistán.
Carey az At Home for the Holidays with Mariah Carey karácsonyi műsorban előadta a dalt az amerikai közönségnek is, a műsort 2001. december 21-én sugározták. Ázsiában a Glitter film reklámjául használták azt a jelenetet, amiben Billie Frank először énekli a dalt, miután megírta.

## Változatok
CD kislemez (Japán)
1. Reflections (Care Enough)
2. Reflections (Care Enough) (Instrumental)